# Charmes-en-l’Angle
Charmes-en-l’Angle település Franciaországban, Haute-Marne megyében. Lakosainak száma 6 fő (2022. január 1.). Charmes-en-l’Angle Flammerécourt, Leschères-sur-le-Blaiseron, Bouzancourt, Brachay, Charmes-la-Grande és Cirey-sur-Blaise községekkel határos.

## Népesség
A település népességének változása:
| Lakosok száma | 14   | 11   | 9    | 9    | 8    | 10   | 10   | 7    | 6    | 6    |
|               | 1968 | 1982 | 1990 | 2006 | 2013 | 2015 | 2017 | 2019 | 2020 | 2022 |